# Анна (первосвященник)
Анна (ивр. חנן‎) или Анан (Иудейские древности, книга XVIII, 2.2), сын Сефа (22 год до н. э. — 66) — первосвященник Иудеи с 6 по 15 год. Тесть первосвященника Каиафы. Принадлежал к партии саддукеев.
О его пятерых сыновьях упоминает Иосиф Флавий:
- Елеазар бен Анна (первосвященник в 16−17 годы)
- Ионафан бен Анна (37 год)
- Феофил бен Анна (37−41 годы)
- Матиас бен Анна (43 год)
- Анна бен Анна (63 год)[2]

Согласно евангельскому рассказу, после ареста Иисуса Христа в Гефсиманском саду его привели сначала к Анне, пользовавшемуся в то время большим авторитетом и влиянием, а тот послал связанного Иисуса к Каиафе (Ин. 18:13−24).
Каиафа был саддукеем, зятем первосвященника Анны и послушным орудием в руках своего тестя. Даже уйдя с поста, Анна продолжал цепко держать в руках власть и по сути дела единолично распоряжался храмовыми должностями и казной. По мнению некоторых историков, именно Анна через своего зятя принял решение о казни Иисуса как мятежника, «одного из тех „пророков“, которыми Иудея была наводнена в то время» — борцов против власти римлян, предсказывавших скорый приход Мессии и обновление мира.
Анна был членом синедриона и участвовал в суде над апостолами Петром и Иоанном (Деян. 4:6).